# Khund
I Khund sono personaggi dei fumetti DC Comics. Sono una razza aliena dell'Universo DC, noti per l'estrema violenza. Comparvero per la prima volta in Adventure Comics n. 346 (luglio 1966) come nemici della Legione dei Supereroi nel XXX secolo.

## Storia
I Khund controllavano un vasto impero galattico. Nel XXX e XXXI secolo, la loro relazione con i Pianeti Uniti fluttuò da una distensione di disagio ad una vera e propria dichiarazione di guerra. Quando i Pianeti Uniti per primi scoprirono la civiltà Khundiana, i Khund risposero a tale scoperta con il tentativo di conquista della Terra. Sarebbero riusciti nell'impresa grazie all'aiuto di Nemesis Kid, un sabotatore che infiltrarono nella Legione dei Supereroi. Tuttavia, Nemesis Kid si espose e l'invasione fu respinta.
I Khund si batterono contro i Pianeti Uniti e la Legione numerose volte in futuro. Da notare che i Khund e i Dark Circle invasero la Terra durante la cosiddetta "Earthwar". Si scoprì che entrambi i gruppi erano stati manipolati da Mordru, che riuscì quasi a conquistare la Terra prima di essere sconfitto dalla Legione.

### Legionari Khundiani
Durante l'era della continuity della Legione di Five Years Later, Mordru lanciò un massiccio incantesimo permettendogli di animare e controllare i cadaveri dei guerrieri deceduti in tutto il territorio dei Pianeti Uniti, e li utilizzò per attuare la sua invasione. I mondi dei Pianeti Uniti che furono conquistati dall'impero Khundiano non furono risparmiati da questo fenomeno, facendo sì che i Khundiani si alleassero temporaneamente con la Legione. Quattro Khundiani super potenziati si unirono alla Legione:
- Firefist, un cyborg;
- Veilmist (mogli di Firefist), una teleporta;
- Blood Claw, in possesso di chele indistruttibili
- Flederweb, un cacciatore di taglie alato.

Inclusi nella forza d'invasione sul pianeta Sklar vi furono anche i membri deceduti della Legione. Blood Claw fu ucciso dal corpo di Magnetic Kid. Firefist tentò di uccidere Devlin O'Ryan, ma fu ucciso quando il potere riflettente di Devlin ricacciò il colpo dell'arma Khundiana contro di lui. Il gruppo tentò di uccidere Mordru, e i due Khundiani Veilmist e Flederweb diedero le dimissioni dalla Legione. Qualche tempo dopo, si scoprì che Firefist era sopravvissuto, e che i Khund avevano iniziato un piano per distruggere il Mondo Weber. Veilmist si offrì di aiutare la Legione a sgominare il piano, ma fu uccisa da Firefist. Flederweb si rivelò non essere un Khund, ma un controllore di menti di una razza aliena non ben identificata. Dopo che fu libero dal controllo Khundiano e aver aiutato la Legione a salvare il Mondo Weber, Flederweb si unì agli Eroi di Lallor.
Gli eventi dell'epoca di Five Years Later furono cancellati dalla continuità principale DC dopo la serie limitata Ora zero. Così, la saga dei Legionari Khundiani è correntemente percepita come non-canonica.

### XX e XXI secolo
Nemici estremi dei Thanagariani a causa della vicinanza dei loro pianeti, ne sono i nemici giurati. Superficialmente somigliano agli umani, ma posseggono una costituzione mediamente più larga e più muscolosa, con una pelle color magenta pallido. I Khund posseggono codici di combattimento. Hanno dei corpi con ossa e tessuti muscolari più densi di quelli umani. Il pianeta Khundia possiede una gravità maggiore rispetto a quella terrestre.
I Khund sono parte di un gruppo alieno che attaccò la Terra nel cross-over Invasione!.
In Wonder Woman vol. 3 n. 19 fu rivelato che la casa madre dei Khund fu devastata dall'attacco di una razza aliena chiamata "Ichor". Con l'aiuto di Etta Candy e Wonder Woman, il paese natale dei Khund fu salvato ed essi ottennero persino una loro Lanterna Verde protettrice.

## Altri media
I Khund furono visti nella serie animata Justice League Unlimited, nell'episodio "Shadow of the Hawk". Furono combattuti da Shayera Saunders ed Elongated Man all'epoca della riformata Justice League.
I Khund sono menzionati nell'episodio "Champions" della serie televisiva "Legion of Super Heroes".
Nel crossover JLA/Avengers, si vedono i Khund mentre attaccano una razza aliena minore della Marvel Comics nota come Aakons.